# Fichtebund
Fichtebund (officiellt Deutscher Fichte-Bund e.V.), grundades i januari 1914 som riksförening för tyskhetens värnande.
Efter Adolf Hitlers maktövertagande den 30 januari 1933 kom Fichtebund, med sitt kontor i Hamburg, att lyda under Riksministeriet för folkupplysning och propaganda med professor Heinrich Kessemeier som chef. Personalen rekryterades från grupper av tidigare kommunister. Man producerade under denna tid främst flygblad och annan propaganda för spridning i utlandet.
Efter andra världskriget upplöstes Fichtebund av de allierade ockupationsmakterna, som också (i Kontrollratsdirektive Nr. 38 av 12 oktober 1946) beordrade gripandet av Fichtebunds personal för krigsrättsbrott.